# Grand Prix Portugalii 2021
Grand Prix Portugalii 2021, oficjalnie Formula 1 Heineken Grande Prémio de Portugal 2021 – trzecia runda Mistrzostw Świata Formuły 1 w sezonie 2021. Grand Prix odbyło się w dniach 30 kwietnia–2 maja 2021 na torze Autódromo Internacional do Algarve w Portimão. Wyścig wygrał Lewis Hamilton (Mercedes), a na podium kolejno stanęli Max Verstappen (Red Bull) oraz po starcie z pole position Valtteri Bottas (Mercedes).

## Lista startowa
Na niebieskim tle kierowcy biorący udział jedynie w piątkowych treningach.
| Nr          | Kierowca           | Zespół                                  | Samochód                          | Silnik                      | Opony |
| ----------- | ------------------ | --------------------------------------- | --------------------------------- | --------------------------- | ----- |
| 3           | Daniel Ricciardo   | McLaren F1 Team                         | McLaren MCL35M                    | Mercedes-AMG F1 M12 1,6 V6T | P     |
| 4           | Lando Norris       | McLaren F1 Team                         | McLaren MCL35M                    | Mercedes-AMG F1 M12 1,6 V6T | P     |
| 5           | Sebastian Vettel   | Aston Martin Cognizant Formula One Team | Aston Martin AMR21                | Mercedes-AMG F1 M12 1,6 V6T | P     |
| 6           | Nicholas Latifi    | Williams Racing                         | Williams FW43B                    | Mercedes-AMG F1 M12 1,6 V6T | P     |
| 7           | Kimi Räikkönen     | Alfa Romeo Racing ORLEN                 | Alfa Romeo C41                    | Ferrari 065/6 1,6 V6T       | P     |
| 9           | Nikita Mazepin     | Uralkali Haas F1 Team                   | Haas VF-21                        | Ferrari 065/6 1,6 V6T       | P     |
| 10          | Pierre Gasly       | Scuderia AlphaTauri Honda               | AlphaTauri AT02                   | Honda RA621H 1,6 V6T        | P     |
| 11          | Sergio Pérez       | Red Bull Racing Honda                   | Red Bull RB16B                    | Honda RA621H 1,6 V6T        | P     |
| 14          | Fernando Alonso    | Alpine F1 Team                          | Alpine A521                       | Renault E-Tech 20B 1,6 V6T  | P     |
| 16          | Charles Leclerc    | Scuderia Ferrari Mission Winnow         | Ferrari SF21                      | Ferrari 065/6 1,6 V6T       | P     |
| 18          | Lance Stroll       | Aston Martin Cognizant Formula One Team | Aston Martin AMR21                | Mercedes-AMG F1 M12 1,6 V6T | P     |
| 22          | Yūki Tsunoda       | Scuderia AlphaTauri Honda               | AlphaTauri AT02                   | Honda RA621H 1,6 V6T        | P     |
| 31          | Esteban Ocon       | Alpine F1 Team                          | Alpine A521                       | Renault E-Tech 20B 1,6 V6T  | P     |
| 33          | Max Verstappen     | Red Bull Racing Honda                   | Red Bull RB16B                    | Honda RA621H 1,6 V6T        | P     |
| 44          | Lewis Hamilton     | Mercedes-AMG Petronas Formula One Team  | Mercedes-AMG F1 W12 E Performance | Mercedes-AMG F1 M12 1,6 V6T | P     |
| 47          | Mick Schumacher    | Uralkali Haas F1 Team                   | Haas VF-21                        | Ferrari 065/6 1,6 V6T       | P     |
| 55          | Carlos Sainz Jr.   | Scuderia Ferrari Mission Winnow         | Ferrari SF21                      | Ferrari 065/6 1,6 V6T       | P     |
| 63          | George Russell     | Williams Racing                         | Williams FW43B                    | Mercedes-AMG F1 M12 1,6 V6T | P     |
| 77          | Valtteri Bottas    | Mercedes-AMG Petronas Formula One Team  | Mercedes-AMG F1 W12 E Performance | Mercedes-AMG F1 M12 1,6 V6T | P     |
| 98          | Callum Ilott       | Alfa Romeo Racing ORLEN                 | Alfa Romeo C41                    | Ferrari 065/6 1,6 V6T       | P     |
| 99          | Antonio Giovinazzi | Alfa Romeo Racing ORLEN                 | Alfa Romeo C41                    | Ferrari 065/6 1,6 V6T       | P     |
| Źródło: FIA |                    |                                         |                                   |                             |       |

## Wyniki

### Zwycięzcy sesji treningowych
| Sesja       | Nr | Kierowca        | Konstruktor | Czas     | Okr. |
| ----------- | -- | --------------- | ----------- | -------- | ---- |
| 1           | 77 | Valtteri Bottas | Mercedes    | 1:19,648 | 31   |
| 2           | 44 | Lewis Hamilton  | Mercedes    | 1:19,837 | 33   |
| 3           | 33 | Max Verstappen  | Red Bull    | 1:18,489 | 21   |
| Źródło: FIA |    |                 |             |          |      |

### Kwalifikacje
| P                    | Nr | Kierowca           | Konstruktor           | Czasy w kwalifikacjach | Czasy w kwalifikacjach | Czasy w kwalifikacjach | Poz. s. |
| P                    | Nr | Kierowca           | Konstruktor           | Q1                     | Q2                     | Q3                     | Poz. s. |
| -------------------- | -- | ------------------ | --------------------- | ---------------------- | ---------------------- | ---------------------- | ------- |
| 1                    | 77 | Valtteri Bottas    | Mercedes              | 1:18,722               | 1:18,458               | 1:18,348               | 1       |
| 2                    | 44 | Lewis Hamilton     | Mercedes              | 1:18,857               | 1:17,968               | 1:18,355               | 2       |
| 3                    | 33 | Max Verstappen     | Red Bull Racing-Honda | 1:19,485               | 1:18,650               | 1:18,746               | 3       |
| 4                    | 11 | Sergio Pérez       | Red Bull Racing-Honda | 1:19,337               | 1:18,845               | 1:18,890               | 4       |
| 5                    | 55 | Carlos Sainz Jr.   | Ferrari               | 1:19,309               | 1:18,813               | 1:19,039               | 5       |
| 6                    | 31 | Esteban Ocon       | Alpine-Renault        | 1:19,092               | 1:18,586               | 1:19,042               | 6       |
| 7                    | 4  | Lando Norris       | McLaren-Mercedes      | 1:18,794               | 1:18,481               | 1:19,116               | 7       |
| 8                    | 16 | Charles Leclerc    | Ferrari               | 1:19,373               | 1:18,769               | 1:19,306               | 8       |
| 9                    | 10 | Pierre Gasly       | AlphaTauri-Honda      | 1:19,464               | 1:19,052               | 1:19,475               | 9       |
| 10                   | 5  | Sebastian Vettel   | Aston Martin-Mercedes | 1:19,403               | 1:18,970               | 1:19,659               | 10      |
| 11                   | 63 | George Russell     | Williams-Mercedes     | 1:19,797               | 1:19,109               |                        | 11      |
| 12                   | 99 | Antonio Giovinazzi | Alfa Romeo-Ferrari    | 1:19,410               | 1:19,216               |                        | 12      |
| 13                   | 14 | Fernando Alonso    | Alpine-Renault        | 1:19,728               | 1:19,456               |                        | 13      |
| 14                   | 22 | Yūki Tsunoda       | AlphaTauri-Honda      | 1:19,684               | 1:19,463               |                        | 14      |
| 15                   | 7  | Kimi Räikkönen     | Alfa Romeo-Ferrari    | 1:19,748               | 1:19,812               |                        | 15      |
| 16                   | 3  | Daniel Ricciardo   | McLaren-Mercedes      | 1:19,839               |                        |                        | 16      |
| 17                   | 18 | Lance Stroll       | Aston Martin-Mercedes | 1:19,913               |                        |                        | 17      |
| 18                   | 6  | Nicholas Latifi    | Williams-Mercedes     | 1:20,285               |                        |                        | 18      |
| 19                   | 47 | Mick Schumacher    | Haas-Ferrari          | 1:20,452               |                        |                        | 19      |
| 20                   | 9  | Nikita Mazepin     | Haas-Ferrari          | 1:20,912               |                        |                        | 20      |
| 107% czasu: 1:24,233 |    |                    |                       |                        |                        |                        |         |
| Źródło: FIA          |    |                    |                       |                        |                        |                        |         |

### Wyścig
| P           | Nr | Kierowca           | Konstruktor           | Okr. | Czas                       | Start | +/–       | Punkty |
| ----------- | -- | ------------------ | --------------------- | ---- | -------------------------- | ----- | --------- | ------ |
| 1           | 44 | Lewis Hamilton     | Mercedes              | 66   | 1:34:31,421                | 2     | 1         | 25     |
| 2           | 33 | Max Verstappen     | Red Bull Racing-Honda | 66   | +29,148                    | 3     | 1         | 18     |
| 3           | 77 | Valtteri Bottas    | Mercedes              | 66   | +33,530                    | 1     | 2         | 15+1   |
| 4           | 11 | Sergio Pérez       | Red Bull Racing-Honda | 66   | +39,735                    | 4     | Bez zmian | 12     |
| 5           | 4  | Lando Norris       | McLaren-Mercedes      | 66   | +51,369                    | 7     | 2         | 10     |
| 6           | 16 | Charles Leclerc    | Ferrari               | 66   | +55,781                    | 8     | 2         | 8      |
| 7           | 31 | Esteban Ocon       | Alpine-Renault        | 66   | +1:03,749                  | 6     | 1         | 6      |
| 8           | 14 | Fernando Alonso    | Alpine-Renault        | 66   | +1:04,808                  | 13    | 5         | 4      |
| 9           | 3  | Daniel Ricciardo   | McLaren-Mercedes      | 66   | +1:15,369                  | 16    | 7         | 2      |
| 10          | 10 | Pierre Gasly       | AlphaTauri-Honda      | 66   | +1:16,463                  | 9     | 1         | 1      |
| 11          | 55 | Carlos Sainz Jr.   | Ferrari               | 66   | +1:18,955                  | 5     | 6         |        |
| 12          | 99 | Antonio Giovinazzi | Alfa Romeo-Ferrari    | 65   | +1 okrążenie               | 12    | Bez zmian |        |
| 13          | 5  | Sebastian Vettel   | Aston Martin-Mercedes | 65   | +1 okrążenie               | 10    | 3         |        |
| 14          | 18 | Lance Stroll       | Aston Martin-Mercedes | 65   | +1 okrążenie               | 17    | 3         |        |
| 15          | 22 | Yūki Tsunoda       | AlphaTauri-Honda      | 65   | +1 okrążenie               | 14    | 1         |        |
| 16          | 63 | George Russell     | Williams-Mercedes     | 65   | +1 okrążenie               | 11    | 5         |        |
| 17          | 47 | Mick Schumacher    | Haas-Ferrari          | 64   | +2 okrążenia               | 19    | 2         |        |
| 18          | 6  | Nicholas Latifi    | Williams-Mercedes     | 64   | +2 okrążenia               | 18    | Bez zmian |        |
| 19          | 9  | Nikita Mazepin     | Haas-Ferrari          | 64   | +2 okrążenia               | 20    | 1         |        |
| NS          | 7  | Kimi Räikkönen     | Alfa Romeo-Ferrari    | 0    | NU (uszkodzenia kolizyjne) | 15    |           |        |
| Źródło: FIA |    |                    |                       |      |                            |       |           |        |

Uwagi
1. ↑  Dodatkowy 1 punkt jest przyznawany kierowcy, który ustanowił najszybsze okrążenie w wyścigu, pod warunkiem, że ukończył wyścig w pierwszej 10.
2. ↑  Nikita Mazepin otrzymał karę 5 sekund doliczonych do uzyskanego czasu za ignorowanie niebieskich flag, ale nie wpłynęło to na jego pozycję końcową'"`UNIQ--ref-0000001B-QINU`"'.

### Najszybsze okrążenie
| Nr          | Kierowca        | Konstruktor | Czas     | Okr. |
| ----------- | --------------- | ----------- | -------- | ---- |
| 77          | Valtteri Bottas | Mercedes    | 1:19,865 | 65   |
| Źródło: FIA |                 |             |          |      |

### Prowadzenie w wyścigu
| Nr                              | Kierowca        | Konstruktor | Okrążenia    | Suma |
| ------------------------------- | --------------- | ----------- | ------------ | ---- |
| 77                              | Valtteri Bottas | Mercedes    | 1–19         | 19   |
| 44                              | Lewis Hamilton  | Mercedes    | 20–37, 51–66 | 34   |
| 11                              | Sergio Pérez    | Red Bull    | 38–50        | 13   |
| \| Wykres \| \| ------ \| \| \| |                 |             |              |      |
| Źródło: FIA                     |                 |             |              |      |
| Wykres                          |                 |             |              |      |
|                                 |                 |             |              |      |

## Klasyfikacja po wyścigu

### Kierowcy
Źródło: FIA
| P  | +/− | Kierowca           | Starty | Punkty | P1 | P2 | P3 | PP | NO | NS |
| -- | --- | ------------------ | ------ | ------ | -- | -- | -- | -- | -- | -- |
| 1  | 0   | Lewis Hamilton     | 3      | 69     | 2  | 1  | –  | 1  | 1  | –  |
| 2  | 0   | Max Verstappen     | 3      | 61     | 1  | 2  | –  | 1  | –  | –  |
| 3  | 0   | Lando Norris       | 3      | 37     | –  | –  | 1  | –  | –  | –  |
| 4  | +1  | Valtteri Bottas    | 3      | 32     | –  | –  | 2  | 1  | 2  | 1  |
| 5  | −1  | Charles Leclerc    | 3      | 28     | –  | –  | –  | –  | –  | –  |
| 6  | +2  | Sergio Pérez       | 3      | 22     | –  | –  | –  | –  | –  | –  |
| 7  | 0   | Daniel Ricciardo   | 3      | 16     | –  | –  | –  | –  | –  | –  |
| 8  | −2  | Carlos Sainz Jr.   | 3      | 14     | –  | –  | –  | –  | –  | –  |
| 9  | +3  | Esteban Ocon       | 3      | 8      | –  | –  | –  | –  | –  | –  |
| 10 | −1  | Pierre Gasly       | 3      | 7      | –  | –  | –  | –  | –  | –  |
| 11 | −1  | Lance Stroll       | 3      | 5      | –  | –  | –  | –  | –  | –  |
| 12 | +1  | Fernando Alonso    | 3      | 5      | –  | –  | –  | –  | –  | 1  |
| 13 | −2  | Yūki Tsunoda       | 3      | 2      | –  | –  | –  | –  | –  | –  |
| 14 | 0   | Kimi Räikkönen     | 3      | 0      | –  | –  | –  | –  | –  | 1  |
| 15 | 0   | Antonio Giovinazzi | 3      | 0      | –  | –  | –  | –  | –  | –  |
| 16 | +1  | Sebastian Vettel   | 3      | 0      | –  | –  | –  | –  | –  | –  |
| 17 | −1  | George Russell     | 3      | 0      | –  | –  | –  | –  | –  | 1  |
| 18 | 0   | Mick Schumacher    | 3      | 0      | –  | –  | –  | –  | –  | –  |
| 19 | 0   | Nikita Mazepin     | 3      | 0      | –  | –  | –  | –  | –  | 1  |
| 20 | 0   | Nicholas Latifi    | 3      | 0      | –  | –  | –  | –  | –  | 1  |
| P  | +/− | Kierowca           | Starty | Punkty | P1 | P2 | P3 | PP | NO | NS |

### Konstruktorzy
Źródło: FIA
| P  | +/− | Konstruktor               | Starty | Punkty | P1 | P2 | P3 | PP | NO | NS |
| -- | --- | ------------------------- | ------ | ------ | -- | -- | -- | -- | -- | -- |
| 1  | 0   | Mercedes                  | 6      | 101    | 2  | 1  | 2  | 2  | 3  | 1  |
| 2  | 0   | Red Bull Racing-Honda     | 6      | 83     | 1  | 2  | –  | 1  | –  | –  |
| 3  | 0   | McLaren-Mercedes          | 6      | 53     | –  | –  | 1  | –  | –  | –  |
| 4  | 0   | Ferrari                   | 6      | 42     | –  | –  | –  | –  | –  | –  |
| 5  | +2  | Alpine-Renault            | 6      | 13     | –  | –  | –  | –  | –  | 1  |
| 6  | −1  | Scuderia AlphaTauri-Honda | 6      | 9      | –  | –  | –  | –  | –  | –  |
| 7  | −1  | Aston Martin-Mercedes     | 6      | 5      | –  | –  | –  | –  | –  | –  |
| 8  | 0   | Alfa Romeo Racing-Ferrari | 6      | 0      | –  | –  | –  | –  | –  | 1  |
| 9  | 0   | Williams-Mercedes         | 6      | 0      | –  | –  | –  | –  | –  | 2  |
| 10 | 0   | Haas-Ferrari              | 6      | 0      | –  | –  | –  | –  | –  | 1  |
| P  | +/− | Konstruktor               | Starty | Punkty | P1 | P2 | P3 | PP | NO | NS |